# Basira Paigham
Basira Paigham (Afeganistão, 1997/1998) é uma ativista afegã dos direitos LGBT. Atualmente, ela é membro do conselho da organização LGBT afegã (ALO).

## Vida pregressa
Basira Paigham nasceu na província de Samagan.

## Ativismo
Em 2015, Basira Paigham começou anonimamente a usar as redes sociais para se conectar com outras pessoas LGBT. Em 2016, ela criou um grupo no Facebook especificamente para afegãos LGBT. Em 2018, Basira e alguns dos seus colegas ativistas organizaram encontros comunitários em Cabul, bem como organizaram ajuda mútua para colegas LGBT afegãos. Durante esse período, utilizando um pseudônimo, Basira conversou com grupos internacionais e jornalistas sobre sua vida como pessoa LGBT que vive no Afeganistão. Ela também ganhou alguma notoriedade no mercado interno como ativista dos direitos das mulheres.
Em 2020, Basira foi testemunha de um ataque talibã ao escritório da Direcção Nacional de Segurança, em Samagan.
Em 2021, dias após a tomada do poder pelos talibãs, Basira começou a receber telefonemas ameaçadores de números desconhecidos e seu apartamento foi revistado. Em Outubro de 2021, ela obteve um visto para entrar no Paquistão e de lá fugiu para a Irlanda.

## Reconhecimento
Em 2021, Basira foi reconhecida pela BBC como uma das 100 mulheres mais influentes do ano; na época, ela morava em um campo irlandês para refugiados.
Basira foi a palestrante principal na Conferência Born With Pride, de 2022, na Fundação Friedrich Naumann para a Liberdade. Em 2023, ela foi nomeada Bolsista ONU de Direitos e Religião da Outright International.

## Vida pessoal
Basira Paigham é lésbica, e sua família não apoia sua sexualidade.